# The Christmas Candle
Pour plus de détails, voir Fiche technique et Distribution.
The Christmas Candle est un film de Noël anglo-américain réalisé par John Stephenson, sorti le 22 novembre 2013.

## Synopsis
Dans le petit village anglais de Gladbury, une légende prétend que tous les vingt-cinq ans, à  Noël, un ange apparaît chez le fabricant de bougies et accomplit un miracle en effleurant une chandelle. Mais en l'an 1890, les anciennes croyances se heurtent aux esprits rationalistes comme celui du jeune pasteur David Richmond, au moment où Edward Haddington, confronté à une demande qui s'amenuise avec la venue des temps modernes, rencontre des difficultés avec son ancestrale fabrique de bougies…

## Fiche technique
- Titre original : The Christmas Candle
- Réalisation : John Stephenson
- Scénario : Eric Newman et Candace Lee d'après la nouvelle de Max Lucado (en), The Christmas Candle (2006)
- Direction artistique : Harry Pain
- Décors : Tony Noble, Rob Cameron
- Costumes : Charlotte Mitchell, Hannah Summers
- Photographie : Mike Brewster
- Effets spéciaux : Luke Corbyn, Richard Van Den Bergh
- Son : Colin Gregory, Thayna McLaughlin, Colin Nicolson
- Montage : Chris Gill, Emma E. Hickox
- Musique : Tim Atack
- Producteurs : Tom Newman, Hannah Leader, et Robert Norris (coproducteur)
- Producteurs délégués : Brian Lockhart, Steve Christian, Huw Penallt Jones
- Sociétés de production : Impact Productions (États-Unis), Big Book Media (Royaume-Uni), Pinewood Pictures (Royaume-Uni), et Isle of Man Film (Île de Man), Faith Capital Group (Royaume-Uni)
- Sociétés de distribution : EchoLight Studios (États-Unis), Pinewood Pictures (Royaume-Uni)
- Pays de production :  États-Unis,  Royaume-Uni
- Langue originale : anglais
- Format : 35 mm — couleur — 1.85:1 — son stéréophonique
- Genre : fantasy
- Durée : 100 minutes
- Dates de sortie :
  - États-Unis : 22 novembre 2013
  - Royaume-Uni : 29 novembre 2013
- (en) Classification MPAA (États-Unis) : PG - Parental Guidance Suggested — « certaines scènes peuvent heurter les enfants/accord parental souhaitable » (avertissement émis à cause de quelques scènes menaçantes)

## Distribution
- Hans Matheson : David Richmond
- Samantha Barks : Emily Barstow
- Lesley Manville : Bea Haddington
- Sylvester McCoy : Edward Haddington
- James Cosmo : Herbert Hopewell
- Susan Boyle : Eleanor Hopewell
- John Hannah : William Barstow
- Barbara Flynn : Lady Camdon
- Max Lucado (en) : simple apparition (caméo)

## Chanson du film
- Miracle Hymn, interprétée par Susan Boyle[2].

## Production

### Casting
- Un rôle principal pour Hans Matheson après plusieurs seconds rôles au cinéma, notamment dans Sherlock Holmes (2009) et Le Choc des Titans (2010).
- Rôle principal également pour Samantha Barks après ses débuts au cinéma dans Les Misérables (2012).
- Débuts au cinéma pour la chanteuse écossaise Susan Boyle, révélée en avril 2009 grâce au télé-crochet Britain's Got Talent[2].

### Tournage
- Le producteur Tom Newman précise[3] : « Nous avons misé sur la qualité de production, tournage dans un village des Cotswolds pour l'authenticité, reconstitution des costumes et accessoires d'époque pour le réalisme. »
- Période prises de vue : 1er trimestre 2013
- Extérieurs :
  - Angleterre : Stow-on-the-Wold (Gloucestershire), Broadway (Worcestershire)
  - Île de Man : paroisse de Lezayre
- Intérieurs : Island Studios (Île de Man), Pinewood Studios (Angleterre)

Trois sites de tournage extérieur
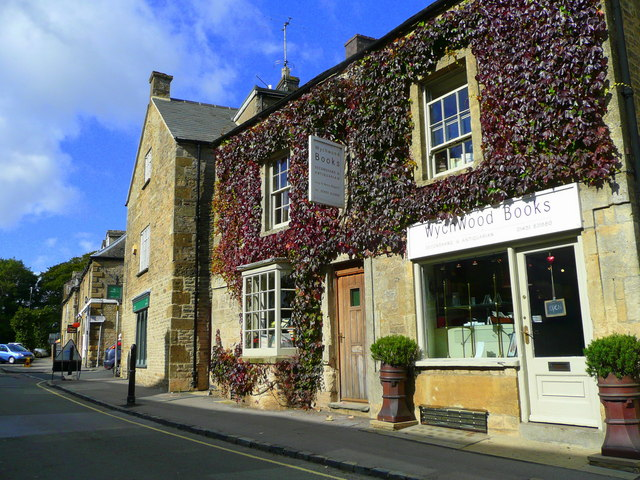
Stow-on-the-Wold (Gloucestershire)
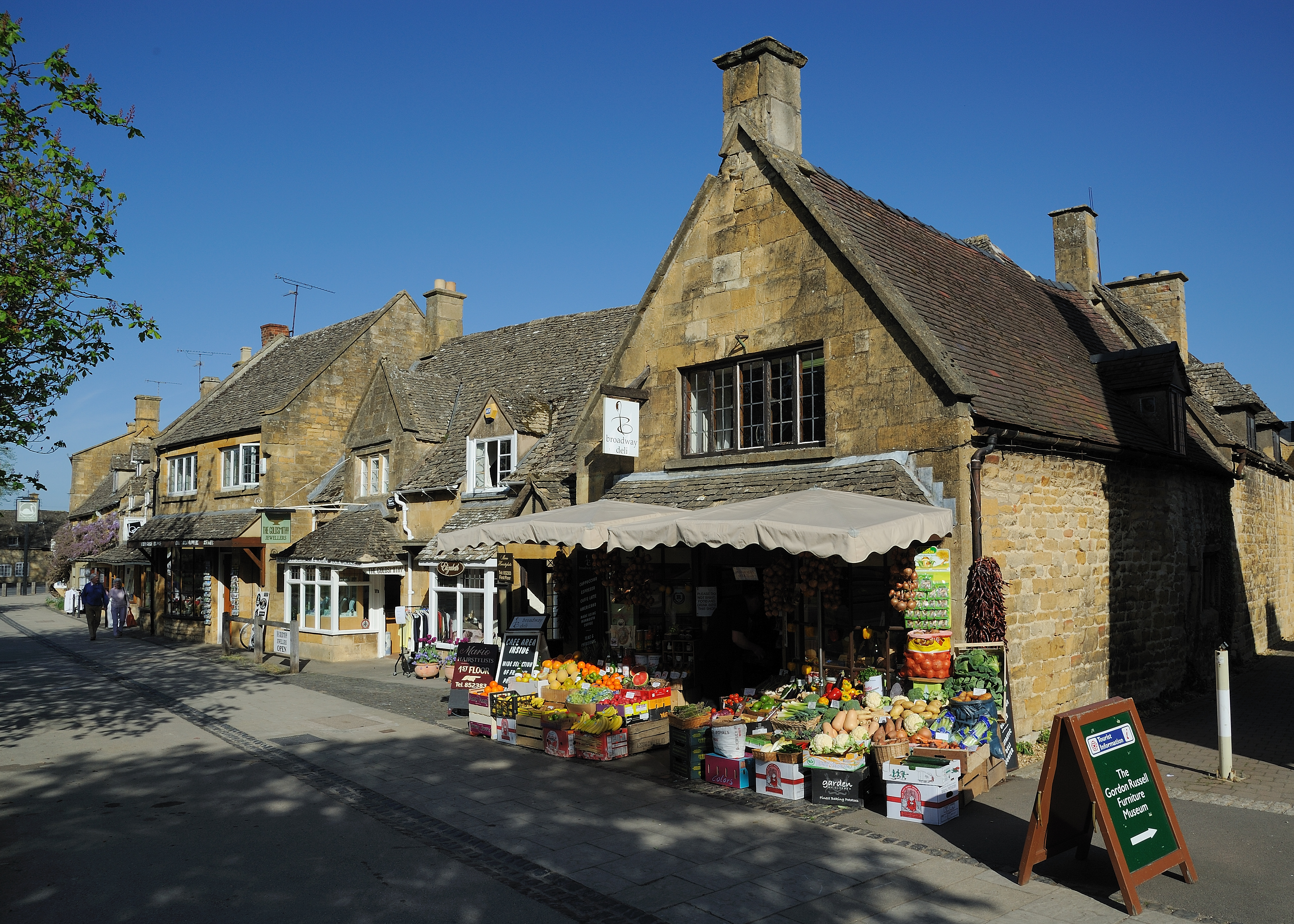
Broadway (Worcestershire)
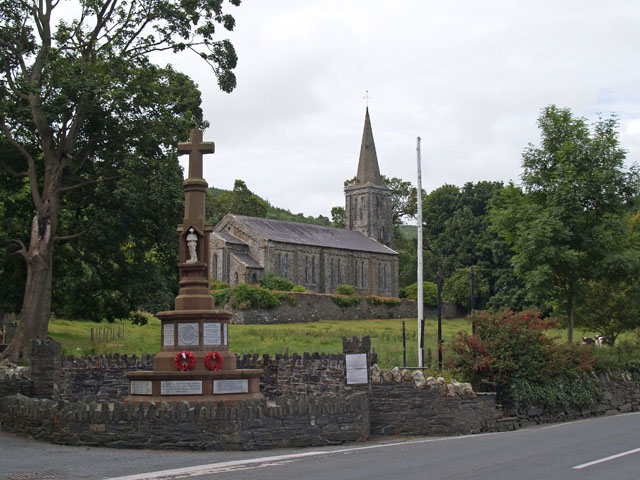
Lezayre (Île de Man)